# Campionati norvegesi di sci alpino 1999
I Campionati norvegesi di sci alpino 1999 si svolsero a Narvik e a Oppdal dal 19 al 24 marzo. Il programma incluse gare di discesa libera, supergigante, slalom gigante, slalom speciale e combinata, sia maschili sia femminili.
Trattandosi di competizioni valide anche ai fini del punteggio FIS, poterono partecipare anche sciatori di altre federazioni, senza che questo consentisse loro di concorrere al titolo nazionale norvegese.

## Risultati

### Uomini

#### Discesa libera
| Pos. | Atleta                | Nazione  | Tempo   |
| ---- | --------------------- | -------- | ------- |
| 1    | Kenneth Sivertsen     | Norvegia | 1:19,84 |
| 2    | Audun Grønvold        | Norvegia | 1:20,65 |
| 3    | Eivind Kvaale         | Norvegia | 1:20,96 |
| 4    | Sondre Elvestad       | Norvegia | 1:21,20 |
| 5    | Lasse Paulsen         | Norvegia | 1:21,36 |
| 6    | Stein Kristian Strand | Norvegia | 1:21,67 |
| 7    | Åne Sæter             | Norvegia | 1:21,88 |
| 8    | Andreas Damstuen      | Norvegia | 1:22,00 |
| 9    | Trygve Sande          | Norvegia | 1:22,05 |
| 10   | Henrik Robin Motys    | Norvegia | 1:22,20 |

Data: 19 marzo

Località: Oppdal

#### Supergigante
| Pos. | Atleta                 | Nazione  | Tempo   |
| ---- | ---------------------- | -------- | ------- |
| 1    | Lasse Paulsen          | Norvegia | 1:22,39 |
| 2    | Kenneth Sivertsen      | Norvegia | 1:23,01 |
| 3    | Bjarne Solbakken       | Norvegia | 1:23,29 |
| 4    | Knut Arne Furseth      | Norvegia | 1:23,58 |
| 5    | Audun Grønvold         | Norvegia | 1:23,58 |
| 6    | Stein Kristian Strand  | Norvegia | 1:23,94 |
| 7    | Andreas Damstuen       | Norvegia | 1:24,41 |
| 8    | Dan Lang               | Svezia   | 1:24,57 |
| 9    | Jarl Rune Kjæmperud    | Norvegia | 1:24,62 |
| 10   | Lars Birger Vik Hansen | Norvegia | 1:24,78 |

Data: 21 marzo

Località: Oppdal

#### Slalom gigante
| Pos. | Atleta                 | Nazione  | Tempo   |
| ---- | ---------------------- | -------- | ------- |
| 1    | Kjetil André Aamodt    | Norvegia | 2:02,81 |
| 2    | Tom Stiansen           | Norvegia | 2:03,93 |
| 3    | Bjarne Solbakken       | Norvegia | 2:05,28 |
| 4    | Kenneth Sivertsen      | Norvegia | 2:05,57 |
| 5    | Markus Larsson         | Svezia   | 2:05,93 |
| 6    | Johan Brolenius        | Svezia   | 2:06,24 |
| 7    | Lars Birger Vik Hansen | Norvegia | 2:06,69 |
| 8    | Stian Aam Moltudal     | Norvegia | 2:07,08 |
| 9    | Knut Arne Furseth      | Norvegia | 2:07,89 |
| 10   | Andreas Damstuen       | Norvegia | 2:08,76 |

Data: 23 marzo

Località: Narvik

#### Slalom speciale
| Pos. | Atleta                | Nazione   | Tempo   |
| ---- | --------------------- | --------- | ------- |
| 1    | Kjetil André Aamodt   | Norvegia  | 1:26,33 |
| 2    | Ole Kristian Furuseth | Norvegia  | 1:27,33 |
| 3    | Lasse Kjus            | Norvegia  | 1:28,00 |
| 4    | Tom Stiansen          | Norvegia  | 1:28,46 |
| 5    | Markus Larsson        | Svezia    | 1:28,78 |
| 6    | Åne Sæter             | Norvegia  | 1:29,96 |
| 7    | Truls Ove Karlsen     | Norvegia  | 1:30,67 |
| 8    | Jukka Rajala          | Finlandia | 1:31,79 |
| 9    | Lars Bjørge           | Norvegia  | 1:32,03 |
| 10   | Mattias Eriksson      | Svezia    | 1:32,95 |

Data: 24 marzo

Località: Narvik

#### Combinata
| Pos. | Atleta             | Nazione  |
| ---- | ------------------ | -------- |
| 1    | Åne Sæter          | Norvegia |
| 2    | Eivind Kvaale      | Norvegia |
| 3    | Truls Ove Karlsen  | Norvegia |
| 4    | Stian Aam Moltudal | Norvegia |
| 5    | Bjarne Solbakken   | Norvegia |
| 6    | Øyvind Nysæter     | Norvegia |

### Donne

#### Discesa libera
| Pos. | Atleta                | Nazione  | Tempo   |
| ---- | --------------------- | -------- | ------- |
| 1    | Andrine Flemmen       | Norvegia | 1:24,16 |
| 2    | Kristine Kristiansen  | Norvegia | 1:24,45 |
| 3    | Siri Bjørgen          | Norvegia | 1:25,40 |
| 4    | Tonje Norheim         | Norvegia | 1:26,34 |
| 5    | Kristine Heggelund    | Norvegia | 1:26,57 |
| 6    | Grete Strøm           | Norvegia | 1:26,60 |
| 7    | Caroline Schicht      | Norvegia | 1:26,62 |
| 8    | Lisa Bremseth         | Norvegia | 1:26,97 |
| 9    | Dagný Kristjánsdóttir | Islanda  | 1:27,49 |
| 10   | Anita Andersen        | Norvegia | 1:27,76 |

Data: 19 marzo

Località: Oppdal

#### Supergigante
| Pos. | Atleta                | Nazione   | Tempo   |
| ---- | --------------------- | --------- | ------- |
| 1    | Andrine Flemmen       | Norvegia  | 1:27,92 |
| 2    | Kristine Kristiansen  | Norvegia  | 1:28,06 |
| 3    | Ingeborg Helen Marken | Norvegia  | 1:28,52 |
| 4    | Kristine Heggelund    | Norvegia  | 1:29,29 |
| 5    | Gro Kvinlog           | Norvegia  | 1:30,00 |
| 6    | Siri Bjørgen          | Norvegia  | 1:30,91 |
| 7    | Stina Hofgård Nilsen  | Norvegia  | 1:31,37 |
| 8    | Hedda Berntsen        | Norvegia  | 1:32,38 |
| 9    | Salla Niittylä        | Finlandia | 1:32,49 |
| 10   | June Camilla Solsrud  | Norvegia  | 1:35,32 |

Data: 21 marzo

Località: Oppdal

#### Slalom gigante
| Pos. | Atleta               | Nazione  | Tempo   |
| ---- | -------------------- | -------- | ------- |
| 1    | Andrine Flemmen      | Norvegia | 2:10,84 |
| 2    | Trine Bakke          | Norvegia | 2:13,90 |
| 3    | Gro Kvinlog          | Norvegia | 2:14,66 |
| 4    | Kristine Kristiansen | Norvegia | 2:15,11 |
| 5    | Marte Kinn Dolva     | Norvegia | 2:16,14 |
| 6    | Grete Strøm          | Norvegia | 2:16,31 |
| 7    | Lena Kralicek        | Norvegia | 2:16,39 |
| 8    | Marianne Kjørstad    | Norvegia | 2:17,20 |
| 9    | Caroline Schicht     | Norvegia | 2:17,65 |
| 10   | Gunhild Dugstad      | Norvegia | 2:18,23 |

Data: 23 marzo

Località: Narvik

#### Slalom speciale
| Pos. | Atleta                | Nazione   | Tempo   |
| ---- | --------------------- | --------- | ------- |
| 1    | Trine Bakke           | Norvegia  | 1:24,00 |
| 2    | Bente Giljarhus       | Norvegia  | 1:26,02 |
| 3    | Andrine Flemmen       | Norvegia  | 1:26,37 |
| 4    | Tanja Poutiainen      | Finlandia | 1:26,62 |
| 5    | Petra Olamo           | Finlandia | 1:27,23 |
| 6    | Katja Jantunen        | Finlandia | 1:27,75 |
| 7    | Marte Kinn Dolva      | Norvegia  | 1:27,94 |
| 8    | Hedda Berntsen        | Norvegia  | 1:29,57 |
| 9    | Jaana-Maarit Välimäki | Finlandia | 1:29,71 |
| 10   | Lisa Bremseth         | Norvegia  | 1:29,80 |

Data: 24 marzo

Località: Narvik

#### Combinata
| Pos. | Atleta               | Nazione  |
| ---- | -------------------- | -------- |
| 1    | Andrine Flemmen      | Norvegia |
| 2    | Kristine Kristiansen | Norvegia |
| 3    | Siri Bjørgen         | Norvegia |
| 4    | Lisa Bremseth        | Norvegia |
| 5    | Bente Giljarhus      | Norvegia |
| 6    | Kristine Heggelund   | Norvegia |